# Pierre Pomet

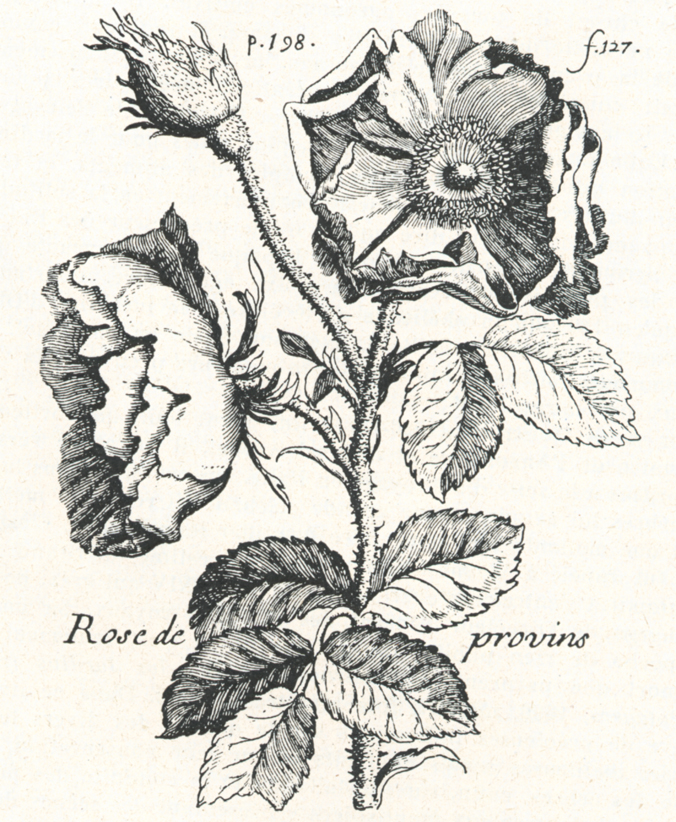
Rose de Provins, illustration tirée de l’Histoire générale des drogues.

Pierre Pomet est un marchand droguiste français, né le 2 avril 1658 à Paris et mort le 18 novembre 1699 dans cette même ville.
Après avoir été en apprentissage, il voyage en Italie, en Allemagne, en Grande-Bretagne et en Hollande. Il revient à Paris où il ouvre un magasin de drogues.
Il acquiert rapidement une grande réputation. Il donne bientôt des cours pour expliquer la fabrication de ses produits. Il publie régulièrement un catalogue des drogues simples ou composées de sa vaste collection ainsi que la description de son cabinet de curiosités. Il fait paraître en 1694, l’Histoire générale des drogues, traitant des plantes, des animaux et des minéraux, etc., illustré de plus de 400 figures.
La parution de l'ouvrage est quelque peu difficile, des personnes ayant volé certaines de ses notes et de ses dessins. Malgré une action en justice, il n'obtient pas réparation de ce préjudice.
Son ouvrage est considéré comme le plus complet et le plus sûr de son époque. Il est traduit dans plusieurs langues dont l'allemand et l'anglais.